# 任亚平
任亚平（1952年9月—），山西五台人，中华人民共和国政治人物。
任亚平早年就职于内蒙古自治区包头市第二阀门厂，后担任呼和浩特市二中教师。1987年，任共青团内蒙古副书记。1991年，任内蒙古自治区巴彦淖尔盟盟委委员，后升任副书记、书记、盟人大工委主任。1995年，参加中央党校中青年干部培训班。1997年，任内蒙古自治区党委秘书长，后升任常委、自治区副主席、政协主席。2011年，升任政协主席。2018年1月，当选第十三届全国政协委员，並同時卸任自治區政協主席。